# Loi portant reconnaissance de la Nation et contribution nationale en faveur des Français rapatriés
Lire en ligne

Lire sur Légifrance

La loi no 2005-158 du 23 février 2005 portant reconnaissance de la Nation et contribution nationale en faveur des Français rapatriés est une loi française dont l'article 4 a été très contesté pour son ingérence dans l'histoire coloniale. Elle a été présentée et défendue au parlement par Michèle Alliot-Marie, ministre de la Défense durant le quinquennat du président Jacques Chirac.
Elle fait partie des quatre lois mémorielles françaises. Elle a été à l'origine d'une vive controverse, soulevant l'opposition d'historiens et de juristes[réf. nécessaire], notamment du fait de son article 4 alinéa 2 qui disposait que :
« Les programmes scolaires reconnaissent en particulier le rôle positif de la présence française outre-mer, notamment en Afrique du Nord, et accordent à l’histoire et aux sacrifices des combattants de l’armée française issus de ces territoires la place éminente à laquelle ils ont droit. »
Cet alinéa a été abrogé par décret du 15 février 2006.

## Présentation

### Les articles particulièrement controversés
(article 1) :

« La Nation exprime sa reconnaissance aux femmes et aux hommes qui ont participé à l'œuvre accomplie par la France dans les anciens départements français d'Algérie, au Maroc, en Tunisie et en Indochine ainsi que dans les territoires placés antérieurement sous la souveraineté française. »

 

(article 4, alinéa 2) :

« Les programmes scolaires reconnaissent en particulier le rôle positif de la présence française outre-mer, notamment en Afrique du Nord et accordent à l’histoire et aux sacrifices des combattants de l’armée française issus de ces territoires la place éminente à laquelle ils ont droit »

 

(article 13) :

« Peuvent demander le bénéfice d'une indemnisation forfaitaire les personnes de nationalité française à la date de la publication de la présente loi ayant fait l'objet, en relation directe avec les événements d'Algérie pendant la période du 31 octobre 1954 au 3 juillet 1962, de condamnations ou de sanctions amnistiées, de mesures administratives d'expulsion, d'internement ou d'assignation à résidence, ayant de ce fait dû cesser leur activité professionnelle et ne figurant pas parmi les bénéficiaires mentionnés à l'article 1er de la loi no 82-1021 du 3 décembre 1982 relative au règlement de certaines situations résultant des événements d'Afrique du Nord, de la guerre d'Indochine ou de la Seconde Guerre mondiale. L'indemnité forfaitaire mentionnée au précédent alinéa n'a pas le caractère de revenu pour l'assiette des impôts et taxes recouvrés au profit de l'État ou des collectivités territoriales. Un décret en Conseil d'État détermine le montant de cette indemnité qui tient compte notamment de la durée d'inactivité justifiée ainsi que les modalités de versement de cette allocation. »

Cet article 13, qui précise aussi que l'indemnité est exemptée d'impôt, a été violemment critiqué en ce qu'il bénéficie clairement aux anciens terroristes de l'OAS qui avaient fait l'objet de condamnations.
Cette loi, et particulièrement les mots de « rôle positif » introduits par un amendement du député UMP du Nord Christian Vanneste, ont suscité quelques satisfécits, mais aussi de nombreuses critiques des communautés originaires des ex-colonies et ex-départements algériens, de mouvements anti-raciste, de partis de gauche et de nombreux historiens comme Claude Liauzu. D'après les initiateurs de cette pétition, ils étaient 1038 professeurs et doctorants (toutes spécialités) à avoir signé la pétition « Colonisation non à l'enseignement d'une histoire officielle » le 25 avril 2005 (plus de 11 000 professeurs adhèrent à l'Association des Professeurs d'Histoire et de Géographie de l'Enseignement Public).
Plusieurs parlementaires furent actifs pour dénoncer la loi Mékachera, dont Christiane Taubira qui déclara cette loi « désastreuse », car catégorielle, faite par clientélisme pour certains milieux harkis et pieds-noirs, en faisant l'impasse sur le Code de l'indigénat ou le travail forcé. La gauche ne s'était pas opposée au texte. Lors des débats parlementaires un député communiste avait même fait l'éloge de « l'œuvre accomplie en des terres ingrates ». Cet article de loi était calqué sur celle de Christiane Taubira sur la reconnaissance de l'esclavage comme crime contre l'humanité. La loi Taubira du 21 mai 2001, si elle demande que la traite des noirs figure dans les programmes, ne fait aucune injonction aux enseignants sur la manière dont ils doivent traiter le sujet. C'est le sous-amendement déposé par Christian Vanneste qui a changé le sens de cette disposition. La loi du 23 février 2005 a suscité des débats qui ont porté également sur les autres lois mémorielles.
Dans un appel « Liberté pour l'histoire », 19 personnalités (dont Élisabeth Badinter, Alain Decaux et Marc Ferro) ont demandé l'abrogation de toutes les lois « historiques », soit la loi du 23 février 2005, la loi Gayssot, la loi Taubira et la loi portant reconnaissance du génocide arménien. Cet appel affirme que ces lois « ont restreint la liberté de l’historien, lui ont dit, sous peine de sanctions, ce qu’il doit chercher et ce qu’il doit trouver » et que « l’historien n’accepte aucun dogme, ne respecte aucun interdit, ne connaît pas de tabous ».

### Les autres articles
L'article 5 de la loi dispose :
Sont interdites :
- toute injure ou diffamation commise envers une personne ou un groupe de personnes en raison de leur qualité vraie ou supposée de harki, d'ancien membre des formations supplétives ou assimilés ;
- Toute apologie des crimes commis contre les harkis et les membres des formations supplétives après les accords d'Évian.

Cet article de loi a été jugé inapplicable par la XIIe chambre correctionnelle du TGI de Paris le 20 octobre 2006. Cette jurisprudence a été par la suite confirmée, dans un cas où les juges du fonds n'ont de toute façon pas retenu d'apologie de crime de guerre, d'insulte ou de diffamation, faits sanctionnés par la loi pénale indépendamment des dispositions de l'article 5
Les articles 6 et 9 :
Par un arrêt Comité Harkis et Vérité C/ Gouvernement français du 6 avril 2007, le Conseil d'État a jugé les articles 6 et 9 de la loi du 23 février 2005 comme contraires à la Convention européenne des droits de l'Homme. Ces deux articles opéraient en matière de droits des familles de harkis une discrimination en fonction du mode d'acquisition de la nationalité du harki demandeur.
De plus, par un autre arrêt du 6 avril 2007, les circulaires ayant servi de fondement à la politique gouvernementale à destination des familles de harkis ont été déclarées illégales par la plus haute juridiction administrative.
La loi reconnaît toujours dans la continuité d'une loi précédente "la Guerre d'Algérie" et non plus les "événements d'Algérie" et la violation des accords d'Évian à l'issue de cette guerre. Elle omet de reconnaître l'abandon des harkis. Cependant le 14 avril 2012, le président Nicolas Sarkozy a officiellement reconnu la responsabilité du gouvernement français dans « l'abandon » des harkis après la fin de la guerre d'Algérie en 1962.

## Parcours législatif
Le projet de loi originel a été discuté à l'Assemblée nationale le 11 juin 2004; son rapporteur était le député UMP Christian Kert. La disposition particulièrement litigieuse a été introduite par un sous-amendement du député UMP Christian Vanneste: « Le sous-amendement 59 à l'amendement 21 et le sous-amendement de coordination 58 tendant à mieux faire connaître aux jeunes générations le côté positif de la présence française en Afrique et en Asie, dans la lignée voulue par Jules Ferry » mais il est passé inaperçu. Lors de la discussion au Sénat le 16 décembre, personne n'avait soulevé d'objection et le groupe socialiste avait même voté pour le texte.
Le texte fut définitivement adopté le 10 février 2005 et la loi promulguée le 23 février. C'est ce mois là que des voix s'élevèrent pour dénoncer la loi.

### Premières tentatives pour introduire le qualificatifpositif
Les historiens Romain Bertrand et Sandrine Lemaire ont reconstitué les précédentes tentatives de faire inscrire ce terme dans une loi. Il apparaît dès le 5 mars 2003 dans une proposition, jamais discutée en séance, déposée par Jean Leonetti et Philippe Douste-Blazy : L'œuvre positive de l'ensemble de nos citoyens qui ont vécu en Algérie pendant la période de présence française est publiquement reconnue.
À la suite de la commande du Premier ministre Jean-Pierre Raffarin, le député Michel Diefenbacher en février 2003 remet un rapport « visant à parachever l'effort de solidarité nationale envers les rapatriés » et à « promouvoir l'œuvre collective de la France d'outre-mer ». Il écrit « La France avait demandé à ses fils les plus intrépides d'assurer son rayonnement par-delà les mers: avec courage, avec enthousiasme, avec ténacité, ils l'ont fait. Les terres ont été mises en valeur, les maladies ont été combattues, une véritable politique de développement a été promue ». Il critique l'enseignement de l'histoire du colonialisme car les manuels scolaires feraient « penser trop souvent que la violence était d'un seul côté ».
Une autre proposition de loi sera déposée le 10 mars 2004. La ministre Michèle Alliot-Marie affirmera à son sujet que «  reconnaître l'œuvre positive de nos compatriotes sur ces territoires est un devoir pour l'État français ».

### Proposition de loi supprimant le mot «positif»
L'Assemblée nationale a examiné le 29 novembre 2005 une proposition de loi du groupe socialiste destinée à amender cette loi, en retirant l'expression rôle positif. 277 députés étaient présents; 183 ont voté contre (UMP) et 94 pour (PS, PCF, UDF). La proposition a donc été rejetée.
Le président du groupe socialiste, Jean-Marc Ayrault président de l'association France Algérie avait reconnu la veille dans le journal Libération que son parti avait fait preuve de manque de vigilance lors du parcours législatif de la première loi. « L’article que nous voulons abroger est une faute politique et une aberration éducative. Il n’aide pas notre pays à regarder lucidement son histoire. Il réhabilite ‘le bon vieux temps de la Coloniale’ et occulte les violences, les exactions». Et d’ajouter : «Il n’appartient pas au législateur d’écrire l’histoire ». En signe de « bonne volonté », il proposait de rétablir le texte originel du député UMP Christian Kert « les programmes scolaires accordent la place qu'elle mérite à l'histoire de la présence française outre-mer ». La proposition avait recueilli la sympathie de plusieurs députés UMP, mais la discipline des groupes parlementaires leur a fait rejeter cette proposition. Le ministre délégué aux Anciens combattants, Hamlaoui Mékachéra, lui-même rapatrié, a soutenu la première loi: « Cet article 4 n'est pas normatif. Il est purement déclaratif. Il laisse, de ce fait, aux responsables de l'enseignement la mission d'élaborer les programmes. (…) Au nom du gouvernement, je le redis de la façon la plus nette et la plus ferme: il n'est pas question d'imposer une histoire officielle. (…) Le gouvernement s'en tient à ce qui a été débattu et voté lors des examens dans les assemblées en première et deuxième lectures ».
Ce second texte a été particulièrement combattu par des députés du Sud de la France comme Lionnel Luca : « Toute vérité n'est pas bonne à dire », « Et qu'on ne me dise pas que cette loi va mettre le feu aux banlieues. Vous pensez qu'ils s'intéressent au texte dans les banlieues » et « Cet article cherche à rétablir un équilibre dans la représentation de la colonisation française en particulier en Algérie ». Son collègue Jean-Claude Guibal déclarera : « Le procès que nous intentent nos professeurs d'objectivité relève avant tout de la défense de leurs fonds de commerce. (…) Si nous voulons intégrer ces jeunes gens qui n'ont que depuis peu la nationalité française, ne nous contentons pas de leur assurer un emploi et un logement. Donnons-leur la fierté d'être français, en commençant par l'être nous-mêmes ».
A contrario l'historien Nicolas Bancel, lui-même critiqué pour son instrumentalisation de l'histoire,,, commentera : « J'avais pourtant l'espoir qu'un sursaut de lucidité ait lieu dans les rangs de l'UMP. Je ne sais pas si la droite réalise que le monde entier nous regarde avec des yeux étonnés ! Il n'y a que le Japon qui agit de la sorte de nos jours. Cette situation est symptomatique du malaise très profond qui existe dans notre pays par rapport à l'histoire coloniale. (…) Pendant cinquante ans déjà, on a nié Vichy. Pourtant le mythe gaulliste d'une France unie contre l'Allemagne ne tenait pas face à une analyse historique. La vérité de la collaboration et de l'attentisme des Français a été bénéfique. Avec cette loi, le gouvernement porte une responsabilité grave. Il nie la vérité historique de la colonisation et ses conséquences sociologiques ». Pour SOS Racisme, « Les députés, plutôt que de faire un premier pas vers l'élaboration d'une mémoire commune avec les anciennes colonies ont fait valoir leur vision réactionnaire. Cette persistance dans la position du gouvernement n'est malheureusement pas sans conséquence pour nos relations avec les pays anciennement colonisés et notamment l'Algérie »[réf. nécessaire].

### Sondage
D'après un sondage CSA-Le Figaro réalisé le 30 novembre 2005, durant la polémique :
- À la question « Êtes-vous favorable ou opposé à ce que soit indiqué dans la loi que les programmes scolaires reconnaissent le rôle positif de la colonisation française ? » 64 % des Français interrogés se sont déclarés favorables à cette loi contre 29 % opposés. Cette tendance se retrouve également chez les sympathisants de gauche, comme d'extrême gauche, qui sont 57 % à s'y être déclarés favorables. Si 71 % des non-diplômés interrogés se déclarent favorables contre 19 % seulement d'entre eux hostiles, chez les diplômés supérieurs à bac +2 interrogés la part des personnes favorables tombe à 45 % contre 50 % d'opposants à l'indication dans la loi que les programmes scolaires reconnaissent un rôle positif de la colonisation française[réf. souhaitée].

### L'alinéa 2 de l'article 4 supprimé
Le 25 janvier 2006, à la suite des déclarations de Jacques Chirac, le Premier ministre Dominique de Villepin a demandé au Conseil constitutionnel de constater le caractère règlementaire du 2e alinéa de l'article 4 de la loi du 23 février 2005 afin de permettre sa suppression par décret et d'éviter un débat au Parlement.
Le 31 janvier 2006, le Conseil constitutionnel a constaté le caractère règlementaire dudit alinéa et le 15 février 2006 le décret no 2006-160 du Premier ministre est venu l'abroger.

## Développements politiques
Le Premier ministre, Dominique de Villepin, s'est démarqué de la lettre de la loi qui indiquait : « Ce n'est pas aux politiques, ce n'est pas au Parlement d'écrire l'histoire ou de dire la mémoire. C'est la règle à laquelle nous devons être fidèles. […] Il n'y a pas d'histoire officielle en France »
Invité du journal télévisé de France 3 le 7 décembre 2005, M. Sarkozy expliquait « qu'il faut cesser avec la repentance permanente [qui consiste à] revisiter notre histoire. Cette repentance permanente, qui fait qu'il faudrait s'excuser de l'histoire de France, parfois touche aux confins du ridicule ». Selon lui, l'article 4 de la loi du 23 février « dit que le colonialisme, ce n'est pas bien, naturellement, mais cela n'a rien à voir avec les départements et territoires d'outre-mer. Cela n'a rien à voir avec la Martinique, ça avait tout à voir avec l'Afrique du Nord. (…) Un certain nombre de parlementaires ont voulu dire qu'il y a eu des instituteurs qui ont alphabétisé, qu'il y a eu des médecins qui ont soigné et qu'il fallait laisser les historiens faire leur travail ».
Le premier secrétaire du PS François Hollande et Ségolène Royal ont réclamé l'abrogation des dispositions contestées, soutenus par le ministre UMP et élu local de Guyane Léon Bertrand. En revanche, des députés comme Christian Vanneste ont défendu la loi en l'état soulignant qu'elle ne traitait pas de la « colonisation », mais de la « présence française outre-mer ». D'autres ont souligné l'absence de « caractère normatif » de l'enseignement.
Dans une déclaration solennelle le 9 décembre, le Président de la République Jacques Chirac, a reconnu que cette loi suscitait un débat sur l'histoire de la France, qui « a connu des moments de lumière et des moments plus sombres. (…) Dans la République, il n'y a pas d'histoire officielle ». Et a déclaré avoir confié l'animation d'une commission pluraliste au président de l'Assemblée Nationale, Jean-Louis Debré, chargée de lui adresser des recommandations sous trois mois. Recommandant l'apaisement, il a paradoxalement annoncé la création rapide de la Fondation de la mémoire prévue dans l'article 3 de la loi, pour favoriser et financer les travaux de recherche sur le sujet alors même que ce projet de fondation a été vigoureusement décrié dès son origine par les adversaires de la loi du 23 février 2005.
C’est ainsi d’ailleurs que le député Christian Kert dans son rapport d’information sur l’application de la loi a expliqué que si l’ensemble de la loi a très vite été traduit en décrets d’applications, « Un décret toutefois demeure en attente : celui concernant la création de la Fondation pour la mémoire de la guerre d'Algérie, des combats du Maroc et de Tunisie créée par l'article 3 de la loi. La raison en est simple et n'est pas l'expression d'un manque d'ardeur du gouvernement à traduire la volonté du législateur. Comme les débats autour de l'article 4 ne cessent de le démontrer, les passions restent vives autour de ce chapitre de l'histoire de France. Afin que cette fondation ne puisse souffrir d'un quelconque vice congénital qui compromettrait d'emblée sa pérennité, le Premier ministre, Jean-Pierre Raffarin, avait chargé le préfet de région honoraire, Roger Benmebarek, d'une étude de préfiguration. Anticipant sur l'adoption définitive de la loi (mais non sur la volonté du législateur de créer une fondation puisque la disposition avait été votée en termes identiques par les deux assemblées dès le stade de la première lecture au Sénat) et marquant ainsi sa volonté de donner le plus rapidement corps à cette institution, le gouvernement avait, dès le mois de décembre 2004, donné mission à M. Benmebarek. Il attend désormais les conclusions de ses travaux pour établir la fondation. Celles-ci devraient intervenir dans un délai relativement bref puisque, dans sa déclaration du 9 décembre à propos de la loi du 23 février 2005, le Chef de l'État, Jacques Chirac, demandait « au gouvernement que la Fondation [...] soit créée dans les meilleurs délais et qu'elle soit dotée des moyens nécessaires à son bon fonctionnement ».
Lundi 12 décembre, un autre ministre, Azouz Begag ministre délégué à l'Égalité des chances, a demandé l'abrogation de l'article 4 contesté. La porte-parole de l'UMP, Valérie Pécresse a défendu le statu-quo, alors que le député UMP Lionnel Luca a déclaré que « sans la colonisation, ni M. Bertrand ni M. Begag ne seraient ministres ».
À la fin du mois de décembre 2005, Nicolas Sarkozy, charge Arno Klarsfeld (en concurrence avec la mission confiée à Jean-Louis Debré président de l'Assemblée nationale), de mener un « travail approfondi sur la loi, l'Histoire et le devoir de mémoire », à la suite de la polémique autour des lois mémorielles dont celle du 23 février 2005 mentionnant le « rôle positif » de la colonisation. Il doit notamment proposer une analyse - comme celles sur le négationnisme et le génocide arménien - dont des historiens demandent l'abrogation au nom de la « liberté » de leur travail. Le choix d'Arno Klarsfeld est immédiatement dénoncé par le MRAP alors que son secrétaire général Mouloud Aounit, qualifie l'avocat de « militant actif de la colonisation » (en 2002, il a pris la nationalité israélienne et a effectué ostensiblement son service militaire dans les rangs des gardes-frontières de l'armée israélienne) et de « farouche défenseur de la guerre coloniale contre l'Irak ». Dans sa réplique, Arno Klarsfeld précisa qu'il était favorable à « un pays pour les Palestiniens, un pays pour les Israéliens (à peu près dans les frontières de 1967) et le partage de Jérusalem ». Le 30 décembre 2005 dans Libération, il prône non l'abrogation de l'article 4 de la loi mais une solution qui « doit s'inspirer du discours (…) de Jacques Chirac au Vel d'Hiv' en 1995 qui a reconnu les fautes de l'État français, mais aussi rappelé l'attitude courageuse de la population française ». Ainsi, pour la colonisation, tout en rappelant ses méfaits (torture, massacres, injustices), il propose aussi d'en dégager des aspects positifs (construction de routes, de dispensaires, culture, administration…).
Bernard-Henri Lévy déclare de son côté « On nous avait fait le coup des aspects positifs de Vichy (bouclier, moindre mal, grandes réformes économiques et sociales...) Voilà qu’on nous refait celui du rôle positif, voire de l’œuvre humaniste, de la présence française en Afrique (...) L’idée coloniale était, en soi, une idée perverse ; l’aventure coloniale a été, en son principe, une page sombre de notre Histoire ; et il y a dans le geste de ceux qui veulent réviser cette évidence, il y a dans leur aplomb, leur passion, leur enthousiasme repu de beaufs qui se lâchent, un parfum de bond en arrière que l’on n’avait pas senti depuis longtemps... ».
L'historien Romain Bertrand a reconstitué l'ensemble des débats parlementaires et des prises de position publiques concernant la Loi du 23 février 2005 dans son ouvrage Mémoires d'empire (2006).

## Les réactions dans les DOM-TOM et anciennes colonies

### Algérie
La loi a été également publiquement dénoncée le 29 juin 2005 par le président algérien Abdelaziz Bouteflika, qualifiant cette loi de « cécité mentale confinant au négationnisme et au révisionnisme ».
Le FLN a dénoncé par communiqué un texte qui « consacre une vision rétrograde de l’histoire ». Son secrétaire général Abdelaziz Belkhadem a déploré « que les députés de la majorité en France aient consacré une loi qui falsifie l'histoire ».
L'ensemble des partis politiques algériens a dénoncé le vote de la loi. Les députés algériens ont dénoncé la loi et demandé que des démarches soient engagées pour obtenir son abrogation[réf. nécessaire].
Une des conséquences de cette loi a été d'abord le report sine die de la signature du traité d'amitié qui avait été négocié entre les deux pays (qui n'a toujours pas été signé) et ensuite le dépôt par un groupe de députés algériens du parti El Islah d'une proposition de loi incriminant la colonisation.

### Caraïbes
Le débat autour de cette loi a connu un rebondissement avec l'annulation forcée du déplacement dans les Antilles du ministre de l'Intérieur Nicolas Sarkozy. En effet, la situation politique locale était tendue et l'écrivain anti-colonialiste Aimé Césaire, auteur en 1950 du Discours sur le colonialisme, avait indiqué dans un communiqué qu'il ne recevrait pas le ministre : « Parce que, auteur du discours sur le colonialisme, je reste fidèle à ma doctrine et anticolonialiste résolu. Et ne saurais paraître me rallier à l'esprit et à la lettre de la loi du 23 février 2005 » [sur la reconnaissance dans les programmes scolaires du] « rôle positif de la présence française en outre-mer »[réf. nécessaire]. Les écrivains Édouard Glissant et Patrick Chamoiseau ont également critiqué le ministre dans une lettre ouverte.
Dans le journal Frances Antilles, M. Sarkozy explique : « Les conditions de sérénité d'un travail collectif nécessaire pour traiter efficacement des questions fondamentales pour les Antillais que sont la sécurité, le développement économique et l'emploi ne me paraissent pas (…) aujourd'hui réunies. (…) J'ai par conséquent décidé de reporter mon voyage de quelques semaines (…) J'ai longuement préparé ce voyage qui revêt, à mes yeux, une importance toute particulière compte tenu des enjeux en cause et des attentes des Antillais dans les domaines de ma responsabilité ». « Or je constate que des polémiques, qui tiennent pour l'essentiel à des malentendus liés à la loi du 4 février 2005, mais qui sont bien réelles, suscitent une émotion particulière ».

#### Guadeloupe
Le député du Parti socialiste de la Guadeloupe Victorin Lurel déclarera : « Je suis meurtri, endolori et triste par ce que j'entends ici. Comme si on était condamné, par une sorte de châtiment historique, à remâcher le vomi du racisme, de l'orgueil et de l'arrogance colonialistes ».

#### Guyane
Pour Christiane Taubira : « Je ne demande pas réparation pour les spoliations ou pour le tiers de la population algérienne décimé au cours des vingt-cinq premières années de la conquête. Je ne demande pas non plus qu'on passe sous silence le rôle émancipateur des instituteurs français ou le courage de nombreux militaires lors de l'épidémie de choléra de 1949 » et dénonçant « l'entreprise de lacération de l'humanisme à laquelle certains ont cru bon de se livrer », Mme Taubira a encouragé les députés à se reconnaître dans « cette voix de la France qui donne force et espoir aux opprimés de la Terre, et non (dans) celle qui s'enferme dans la nostalgie »[réf. nécessaire].

#### Martinique
Un millier de personnes ont manifesté à Fort-de-France, chef-lieu de la Martinique (381000 habitants), contre la venue de Nicolas Sarkozy et pour réclamer l’abrogation de la loi française sur la colonisation dénoncée comme scélérate[réf. nécessaire].
Aimé Césaire a également manifesté sa profonde consternation « Je n’accepte pas de recevoir le ministre de l’Intérieur, Nicolas Sarkozy pour deux raisons. Première raison : des raisons personnelles. Deuxième raison : parce que, auteur du ’Discours sur le colonialisme’, je reste fidèle à ma doctrine et anticolonialiste résolu. Je ne saurais paraître me rallier à l’esprit et à la lettre de la loi du 23 février 2005 », écrit Aimé Césaire dans un communiqué.

### Textes officiels
- Texte original de la loi
- Texte en vigueur
- Décision 2006-203 L du 31 janvier 2006 du Conseil constitutionnel, reconnaissant le caractère réglementaire de certaines dispositions de la loi
- Décret supprimant l'alinéa litigieux

### Débats et déclarations officiels
- Débats à l'Assemblée nationale du 11 juin 2004 (première partie)
- Débats à l'Assemblée nationale du 11 juin 2004 (seconde partie)
- Débats au Sénat du 16 décembre 2004
- Débats à l'Assemblée nationale du 29 novembre 2005
- Déclaration du président de la République du 9 décembre 2005

### Organisations
- Point de vue d'Harkis info
- La pétition des historiens coordonné par Claude Liauzu, et les 1038 premiers signataires de cette pétition
- Point de vue de la Ligue française des Droits de l'Homme
- Texte des écrivains Edouard Glissant et Patrick Chamoiseau
- le point de vue de la LCR
- la pétition pour l'abrogation de l'article 4
- Le site noir du colonialisme
- Je n’inspecterai pas le « temps béni » des colonies !
- L’OAS au cœur de la République
- Appel d’enfants de harkis contre les articles 4 et 13 de la loi du 23 février 2005

### Journaux
- Claude Liauzu, « Une loi contre l’histoire », Le Monde diplomatique, avril 2005, page 28.
- Libération du 30 novembre 2005
- autre article de Libération
- Le quotidien El Watan du 29 novembre 2005